# マダガスカルのカバ
マダガスカルのカバ（Malagasy hippopotamus）とは、マダガスカル島に完新世まで生息していた複数種のカバ科を指す。Hippopotamus laloumena（en）、Hippopotamus lemerlei（en）、Hippopotamus madagascariensis（en） の3種が確認されている。

## 概要

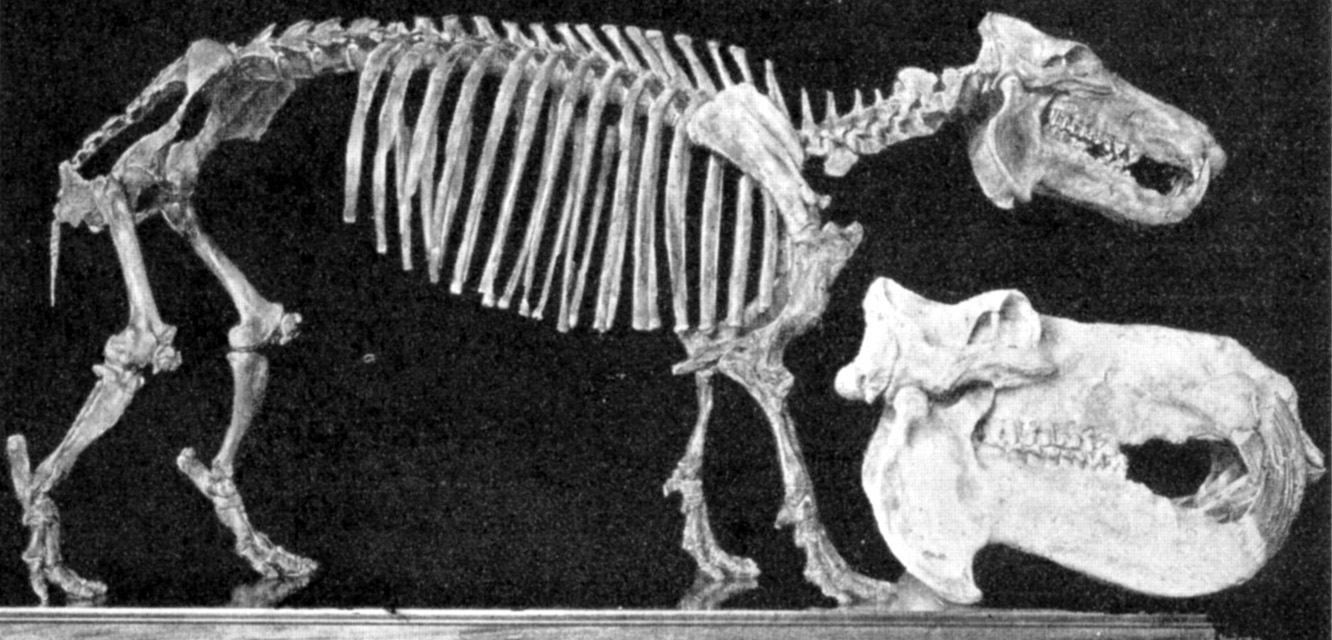
H. madagascariensis の骨格と現生のカバの頭骨

第四紀（更新世・完新世前期）のカバ科の分布は現在と異なりアフリカ大陸に限定されておらず、地中海の島々やブリテン諸島やコーカサスを含めたヨーロッパや、スリランカやインドやスマトラ島などの南アジア・東南アジアにも達していた。
現在のマダガスカル島にも、約1,000年程前またはより直近まで1種類またはそれ以上のカバ類が生息しており、これらはマダガスカル島の生態系における唯一の陸棲偶蹄目および有蹄類であっただけでなく、リクガメ類と共に同島のグレイザー（grazer）の代表格であった。一方で、現生のカバ（H. amphibius）よりも草への依存度が比較的に低かった、または草はマダガスカル島のカバ類にとっては重要な食料ではなかった可能性も示唆されている。
マダガスカルのカバ類は化石の出土が多いにもかかわらず研究が進んでこなかったが、この背景には生物学者たちが（アルケオインドリスやメガラダピスやエピオルニスなどの）よりエキゾチックなメガファウナに関心の多くを寄せていたからだとされる。

## 進化史

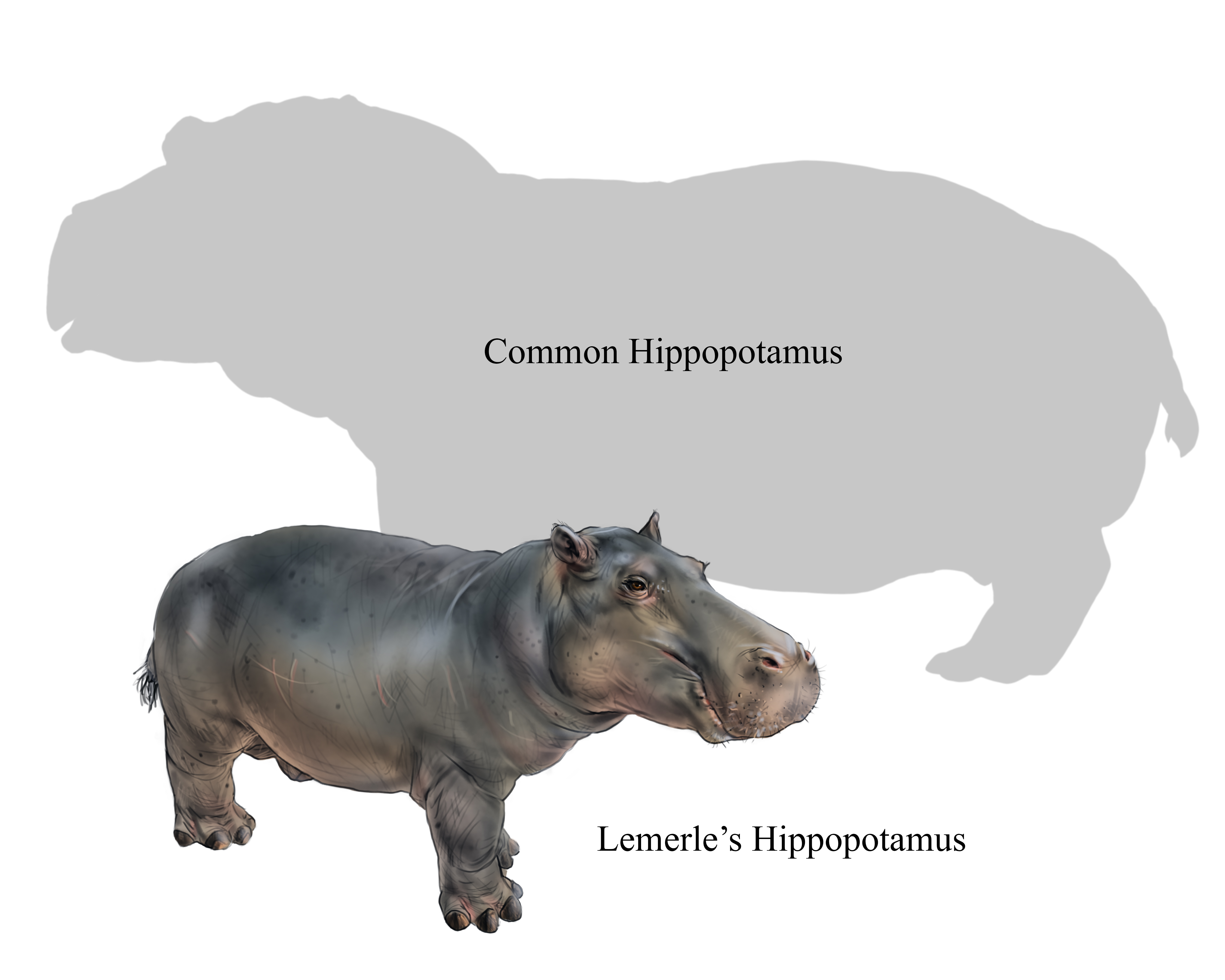
H. lemerlei の想像図（シルエットは現生のカバ）

マダガスカル島で発見されてきたカバ類は、形態的にはおおむね現生のアフリカ大陸産のカバおよびコビトカバに非常に近いとされているが、マダガスカル産のカバ類の起源、分類、進化史、生態などには不明な点が多く、分類の歴史自体もカバ属とコビトカバ属とヘクサプロトドン属の間で二転三転してきた。
3種の中で、最も古い化石の年代が判明しているのは更新世の地層からも発見されている H. laloumena であり、この種は他の2種（H. lemerlei、H. madagascariensis）と比べても明らかに大型なだけでなく、現生のカバ（H. amphibius）との類似性もより強い。
H. laloumena はモザンビーク海峡に面したマダガスカル島の西海岸からも化石が出土しており、これらの判断材料から H. laloumena の起源はモザンビーク海峡を越えてきた東アフリカ産のカバ（H. amphibius）である可能性があり、他の2種（H. lemerlei、H. madagascariensis）の起源とも関連している可能性（共通の祖先からの分岐）もある。また、これが正しければ少なくとも H. laloumena は現生のカバ（H. amphibius）の後行シノニムとなり得る。一方で、これらの3種のカバ類の同一または別々の祖先がマダガスカル島に到達した時期は不明であり、各種の祖先の到来時期がそれぞれ異なっていた可能性もある。
マダガスカルのカバ類は島嶼化を経た可能性がある。H. laloumena は現生のカバと比較すると若干ながら小型ではあるが、それでも他の2種よりも著しく大型である。一方で H. lemerlei と H. madagascariensis は大きさ的にコビトカバや地中海の島々に生息していた絶滅種との類似性が強い。H. lemerleiは小型ながらもコビトカバとは対照的に生息圏の中心は水辺であったと思われる一方で、H. madagascariensis はコビトカバとの類似性がより顕著であり、形態・大きさだけでなく、化石の分布から判断される生息環境からも、コビトカバと同様により陸上性が強く走行に適した脚部を有していた可能性がある。このため、これらの2種はコビトカバや地中海の島々の絶滅種との収斂進化を経たと思わしい。

## 絶滅

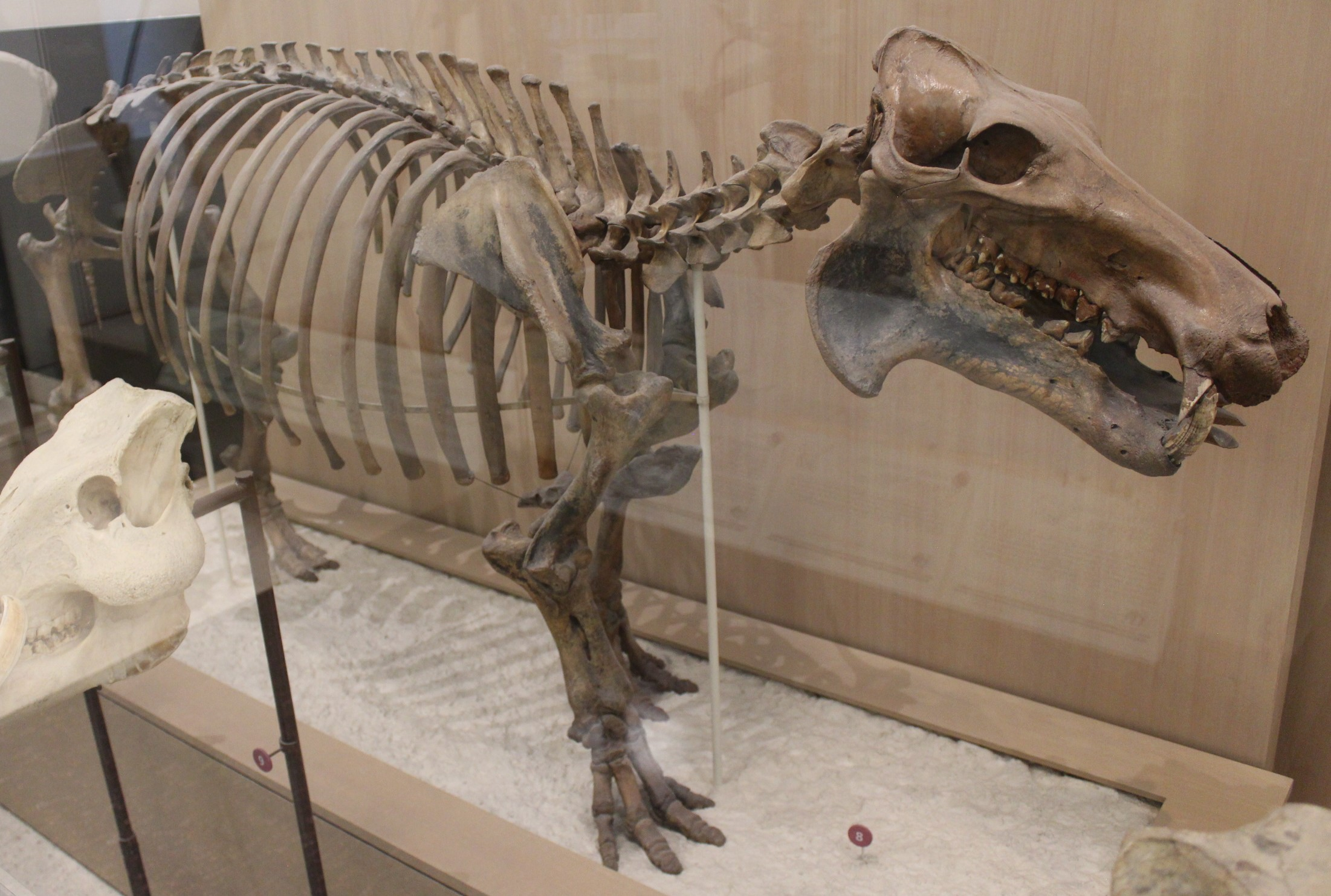
H. lemerlei の骨格標本

少なくとも約1,000年前までは生息していたことと、（遺跡からの発見も含めて）マダガスカル産のカバの化石には人間の狩猟を示唆させる痕跡が確認されてきたことからも、他の同島の多くの絶滅動物と同様にこれらのカバ類の絶滅には人類による関与が大きく影響した可能性がある。更新世中期以降に人類の影響で絶滅した可能性があるカバ類はマダガスカル産だけでなく、上述のヨーロッパやアジアの絶滅種にも同様の可能性が指摘されている。
一方で、マダガスカルには1648年に Étienne de Flacourt が報告したものも含めてカバに関する口承が多く残されており、1878年まで同島にはカバが生息していたという伝承が存在する。IUCNもこれらの口承の多さに注目し、マダガスカル産のカバ類の絶滅時期は比較的に近年であったと仮定している。生物学者であるデイビッド・バーニーによる1990年代の調査でも、1976年に西海岸でカバらしき生物の目撃談が複数あったという情報が得られたが、当時バーニーは彼自身が未確認動物学者であるというレッテルを受けることを危惧してこの逸話を紹介することを躊躇しており、後に『American Anthropologist』において発表した際にも、この1976年の目撃談が誤認や同地の古い伝承や既存の古生物学の情報に由来する可能性を指摘している。
なお、マダガスカルのカバはフォレスト・ガラント（en）のドキュメンタリー番組『Extinct or Alive』でも特集が組まれており、撮影中に発見された頭骨は死後200年も経っておらず、マダガスカルのカバが従来の主張よりも遥かに後年に絶滅した、または現代まで生存していたと番組は結論づけた（en）。